# Песковатка (железнодорожная станция, Тамбовская область)
Пескова́тка — железнодорожная станция (населённый пункт) в Петровском муниципальном округе Тамбовской области России. До 2023 года входила в Кочетовский сельсовет Петровского района.

## География
Находится на западе области, вблизи административной границы с Липецкой областью. Расстояние по автодорогам до районного центра, села Петровское, составляет около 20 км на северо-восток.

## История
Козлово-Воронежская железная дорога (ныне соединяет Мичуринск с Воронежем) была открыта в 1868 году. В 1876 году открыли станцию Песковатка, которой дали название по соседнему крупному селу Песковатка.
По переписи 1926 года в пристанционном посёлке Грязинской волости Липецкого уезда Тамбовской губернии было 4 двора русских и 19 жителей (10 мужчин, 9 женщин). По спискам сельскохозяйственного налога на 1928/1929 годы в посёлке, относящемся к Грязинскому сельсовету Грязинского района Козловского округа ЦЧО, было 5 хозяйств и 23 жителя. По данным 1932 года в посёлке станции Песковатка Кочетовского сельсовета Грязинского района ЦЧО также проживало 23 жителя.
В 1978 году над железнодорожной линией построен путепровод по автомагистрали Р119 Орёл — Тамбов.
В 2023 году передана из упразднённого Кочетовского сельсовета в состав Петровского муниципального округа.

## Население
| 2002 | 2010 | 2021 |
| ---- | ---- | ---- |
| 281  | ↘160 | ↗174 |

По переписи 2002 года население посёлка составляло 281 человек, русские (95 %). По переписи 2010 года — 160 человек (67 мужчин, 93 женщины). По переписи 2021 года в пристанционном посёлке жило 174 человека, из них 173 русских и 1 не указавший национальность.

## Инфраструктура и транспорт
Действует железнодорожная станция Песковатка, железнодорожный вокзал. Посёлок находится в конце Грязинского шоссе. Также действует автобусная остановка «Станция Песковатка», на которой останавливается несколько маршрутов. Посёлок электрифицирован, имеется водопровод протяжённостью 1,9 км.